# Daniel Seupel
Pour les articles homonymes, voir Seupel.
Daniel Seupel (ou Seuppel, Seuppe, Seypel) est un orfèvre actif à Strasbourg à la fin du XVIIe siècle et dans la première moitié du XVIIIe siècle.

## Biographie

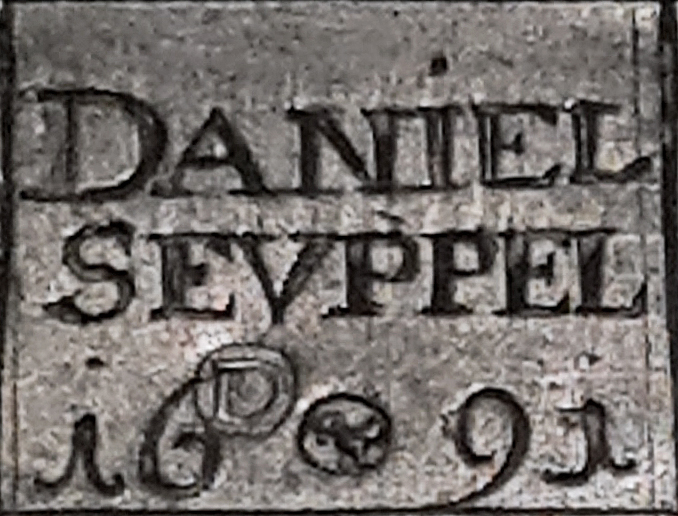
Poinçon et date sur la table d'insculpation (Musée historique de Strasbourg).

Issu d'une famille luthérienne ayant exercé le métier d'orfèvre de 1620 à la fin du XVIIIe siècle, baptisé le 16 août 1665 à l'église du Temple Neuf de Strasbourg, il est également apparenté au graveur Jean Adam Seupel (1662-1715).
Il est reçu maître en 1691.
À Strasbourg, l'histoire de la rue des Hallebardes, en particulier de l'ancien no 12 (détruit lors des bombardements de 1944), établit que l'orfèvre Gabriel Waldeck (mort en 1694) y vécut. Daniel Seupel, qui avait épousé sa fille, Susanne Catherine Waldeck, en 1691, en devient propriétaire en 1695. À sa mort en 1745, le rez-de-chaussée était occupé par une boutique et un atelier d’orfèvrerie, les étages servant d’habitation.

## Œuvre

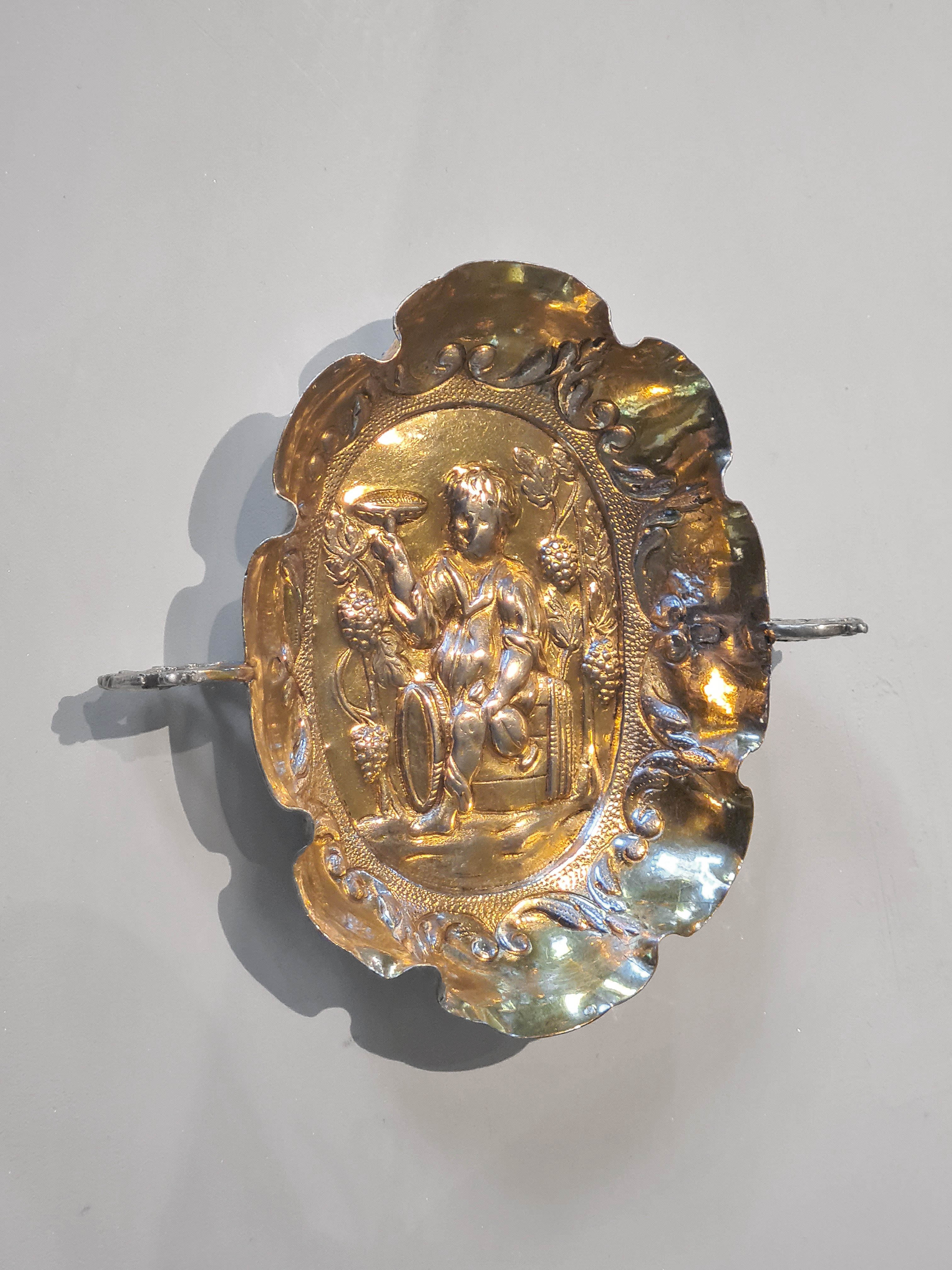
Tâte-vin (vers 1700).

Le musée des Arts décoratifs de Strasbourg (MAD) détient de lui un tastevin — que Hans Haug nomme « drageoir » —, en argent doré, ovale sans pied, à bord festonné. Bacchus enfant, chevauchant un tonneau, avec une coupe dans une main et un carafon dans l'autre, constitue le décor au repoussé du fond, illustrant la fonction de l'objet.

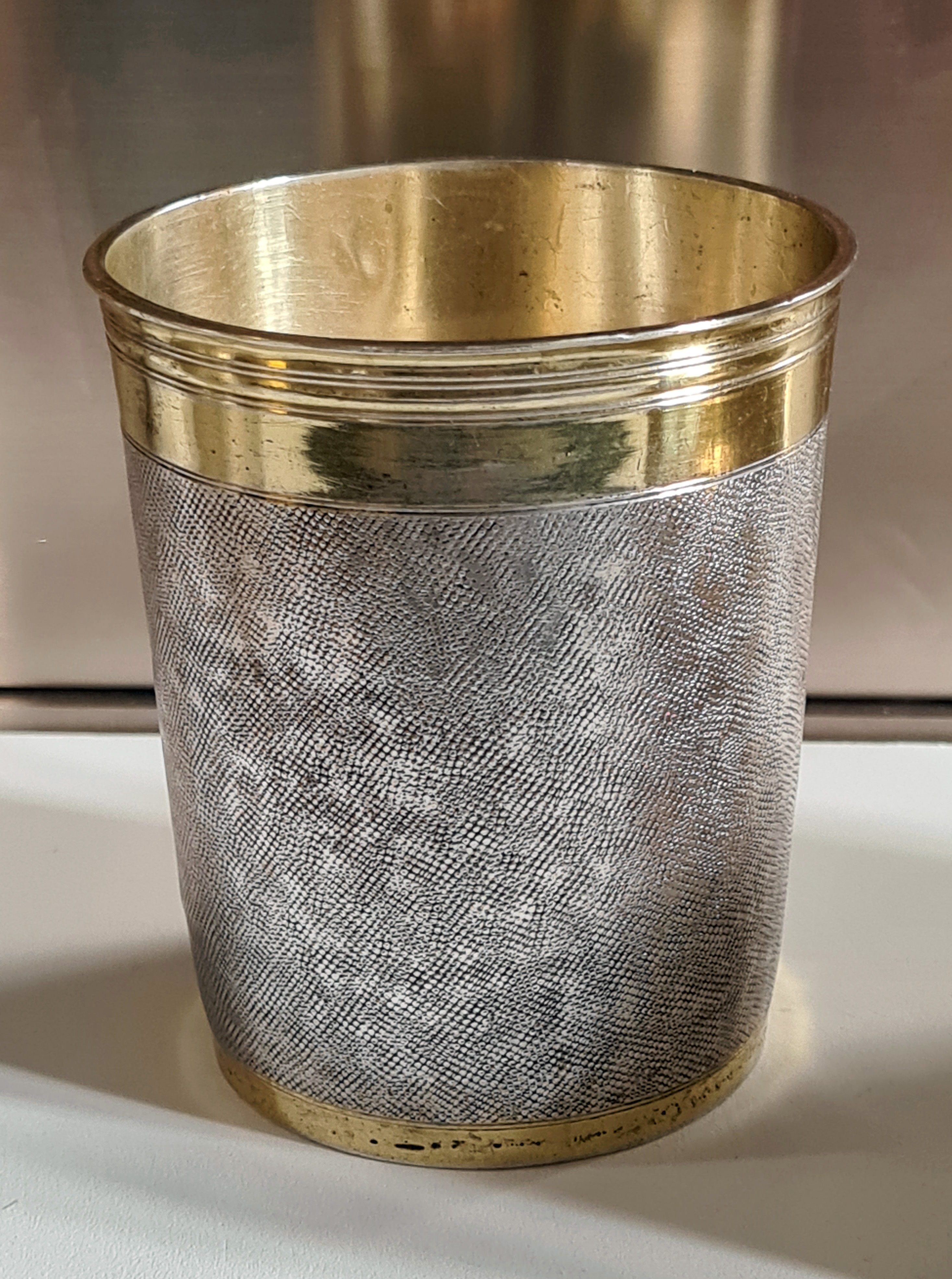
Gobelet de Magistrat.

Ce modèle de tâte-vin était répandu dans le Rhin inférieur aux XVIe et XVIIe siècles, mais c'est le seul connu dans la production strasbourgeoise.
Le MAD possède en outre un gobelet de Magistrat (Rathsbecher) cylindro-conique en argent doré. Les armes de la ville de Benfeld, la date 1692 et les initiales IGL sont gravées sous le fond.
En 2012, un gobelet de Magistrat similaire, par le même orfèvre, gravé aux mêmes armes et daté de 1693, a été estimé à la vente par Sotheby's entre 8 000 et 12 000 euros.
Une écuelle a été montrée lors de l'exposition Three Centuries of French Domestic Silver, à New York, au Metropolitan Museum of Art, en 1955.